# 沙田頭
沙田頭（英語：Sha Tin Tau）位於香港沙田區大圍以東，鄰近山下圍、豐盛苑、秦石邨和溱岸8號等屋苑。

## 歷史
沙田頭由林氏祖先建村，其歷史可被追溯至二、三百年前。其後其他姓氏開始遷入沙田頭，包括陳、劉、李、馮、王、楊、羅、葉，當中陳姓和劉姓較早遷入，葉姓族人已無男丁，而李氏族人亦所餘無幾。羅氏村民則與九肚山的羅氏同一先祖，其後分支到沙田頭。約六十多年前，李氏族人分支建立現在的李屋村。